# Тілден (Вісконсин)
Тілден (англ. Tilden) — місто (англ. town) в США, в окрузі Чиппева штату Вісконсин. Населення — 1516 осіб (2020).

## Демографія
Згідно з переписом 2010 року, у місті мешкало 1485 осіб у 546 домогосподарствах у складі 433 родин. Було 564 помешкання
Расовий склад населення:
| - 98,6 % — білих - 0,5 % — азіатів - 0,2 % — чорних або афроамериканців - 0,1 % — корінних американців |

До двох чи більше рас належало 0,3 %. Частка іспаномовних становила 0,4 % від усіх жителів.
За віковим діапазоном населення розподілялося таким чином: 25,7 % — особи молодші 18 років, 61,2 % — особи у віці 18—64 років, 13,1 % — особи у віці 65 років та старші. Медіана віку мешканця становила 41,9 року. На 100 осіб жіночої статі у місті припадало 114,3 чоловіків;  на 100 жінок у віці від 18 років та старших — 109,5 чоловіків також старших 18 років.
Середній дохід на одне домашнє господарство  становив 88 445 доларів США (медіана — 74 318), а середній дохід на одну сім'ю — 95 346 доларів (медіана — 82 788). Медіана доходів становила 54 922 долари для чоловіків та 39 375 доларів для жінок. За межею бідності перебувало 1,3 % осіб, у тому числі 0,0 % дітей у віці до 18 років та 5,4 % осіб у віці 65 років та старших.
Цивільне працевлаштоване населення становило 907 осіб. Основні галузі зайнятості: освіта, охорона здоров'я та соціальна допомога — 24,0 %, виробництво — 21,4 %, сільське господарство, лісництво, риболовля — 11,0 %, транспорт — 8,0 %.